# Paul Goerss

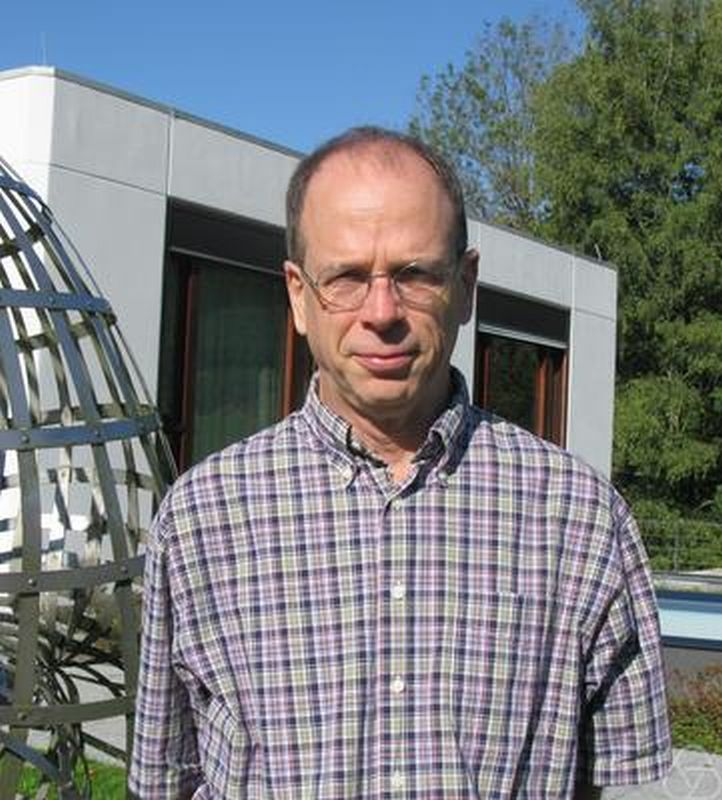
Paul Goerss, Oberwolfach 2011

Paul Gregory Goerss (* 28. August 1957 in Cleveland, Ohio) ist ein US-amerikanischer Mathematiker, der sich mit Algebraischer Topologie befasst.
Goerss wurde 1983 am Massachusetts Institute of Technology bei Franklin Paul Peterson promoviert (Results on Brown-Gitler Spectra). Er war am Wellesley College, Professor an der University of Washington und ist Professor an der Northwestern University. Er ist Fellow der American Mathematical Society. 1990 wurde er Forschungsstipendiat der Alfred P. Sloan Foundation (Sloan Research Fellow).
Er befasst sich mit Homotopietheorien, unter anderem stabiler Homotopie und Anwendungen zum Beispiel in algebraischer Geometrie.

## Schriften
- On the André-Quillen cohomology of commutative {\displaystyle \mathbb {F} _{2}}-algebras (= Astérisque. 186, ISSN 0303-1179). Société Mathématique de France, Paris 1990, (Digitalisat).
- mit Jean Lannes, Fabien Morel: Vecteurs de Witt non commutatifs et représentabilité de l’homologie modulo {\displaystyle p}. In: Inventiones Mathematicae. Band 108, 1992, S. 163–227, doi:10.1007/BF02100603.
- mit John F. Jardine: Simplicial Homotopy Theory (= Progress in Mathematics. 174). Birkhäuser, Basel u. a. 1999, ISBN 3-7643-6064-X.
- mit Michael Hopkins: Moduli spaces of commutative ring spectra. In: Andrew Baker; Birgit Richter (Hrsg.): Structured Ring Spectra (= Lecture Note Series. 315). Cambridge University Press, Cambridge u. a. 2004, ISBN 0-521-60305-6, S. 151–200.
- mit Hans-Werner Henn, Mark Mahowald, Charles Rezk: A resolution of the {\displaystyle K(2)}-local sphere at the prime {\displaystyle 3}. In: Annals of Mathematics. Serie 2, Band 162, Nr. 2, 2005, S. 777–822, JSTOR:20159929.
- Topological modular forms [after Hopkins, Miller, and Lurie]. In: Astérisque. Band 332, 2010 = Séminaire Bourbaki. Nr. 1005, 2008/2009, S. 221–255, (Digitalisat).